# Эльдорадо-бизнес-Тауэр
Эльдорадо-бизнес-Тауэр (порт. Eldorado Business Tower) — 36-этажный небоскрёб в Сан-Паулу высотой 141 метров, построенный в 2007 году. Это двадцать второй по высоте небоскрёб в Бразилии. Это один из самых современных небоскребов города.